# 자동맥
자동맥(ulnar artery) 또는 척골동맥(尺骨動脈)은 아래팔의 안쪽을 주행하는 동맥이다. 노동맥과 함께 위팔동맥의 두 종말가지 중 하나이다. 자동맥은 얕은손바닥동맥활로 끝나는데, 얕은손바닥동맥활은 노동맥 얕은가지와 합류한다. 손목의 앞쪽과 안쪽에서 촉진 가능하다.
주행 시 자정맥을 동반한다.

## 구조
위팔동맥의 두 종말가지 중 더 큰 가지인 자동맥은 팔꿈치가 꺾이는 부분 조금 아래인 팔오금 안에서 시작된다. 그 후 비스듬하게 아래로 주행하여 팔꿈치와 손목의 중간 정도 높이에 이르면 아래팔의 자쪽 측면에 위치한다. 이후에는 자쪽 경계를 따라 손목으로 주행하여 콩알뼈의 노쪽 측면에서 가로손목인대를 가로지른다. 콩알뼈 바로 너머에서 두 개의 가지로 갈라진다. 각각의 가지는 얕은손바닥동맥활과 깊은손바닥동맥활의 형성에 기여한다.

### 가지
- 아래팔
  - 앞자쪽되돌이동맥
  - 뒤자쪽되돌이동맥
  - 온뼈사이동맥 - 1cm 정도로 매우 짧으며, 앞뼈사이동맥, 뒤뼈사이동맥, 되돌이뼈사이동맥을 낸다.

- 손목 근처에서 바닥쪽손목동맥활 형성에 기여하는 바닥쪽손목가지와, 등쪽손목동맥활 형성에 기여하는 등쪽손목가지가 나온다.

- 손
  - 새끼두덩 근육들 사이로 지나가 깊은손바닥동맥활과 문합하는 깊은손바닥가지
  - 자동맥의 종말가지는 얕은손바닥동맥활을 형성한다.

### 위치 관계
위쪽 절반에서는 깊은 곳에 위치하여 원엎침근, 노쪽손목굽힘근, 긴손바닥근, 얕은손가락굽힘근에 덮여 있다. 위팔근과 깊은손가락굽힘근보다는 위에 위치한다.
정중신경은 자동맥보다 약 2.5cm 안쪽에 놓여 있으며, 원엎침근 자갈래로 인해 자동맥과 분리되어 있다.
아래팔 아래쪽 절반에서는 깊은손가락굽힘근보다 위에 위치한 채로, 깊은근막보다 깊은 쪽에 놓여 있다. 자쪽손목굽힘근과 얕은손가락굽힘근 사이에 존재한다.
두 개의 동반정맥과 함께 주행한다. 자동맥의 중간 1⁄3에서는 자쪽손목굽힘근이 겹쳐진다. 자신경은 자동맥의 아래쪽 2⁄3에서 자동맥보다 안쪽을 주행한다. 자신경의 손바닥가지(palmar cutaneous branch)는 자동맥 아래쪽 부분을 따라 내려가 손바닥에 이른다.
손목에서 자동맥은 외피와 바닥쪽손목인대에 의해 덮여 있고, 굽힘근지지띠 위에 놓인다. 안쪽에는 콩알뼈가 존재하며, 자동맥 약간 뒤쪽에 자신경이 있다.

## 추가 이미지

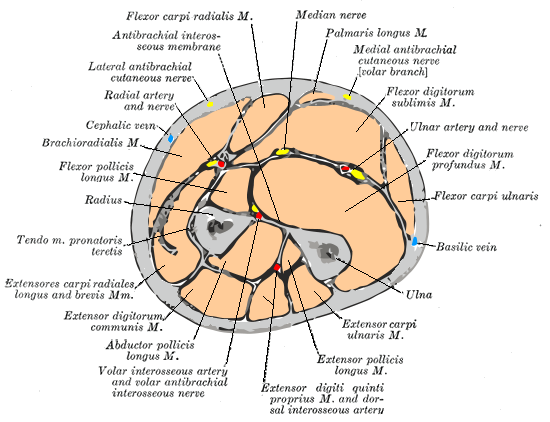
아래팔 중간 높이에서의 단면
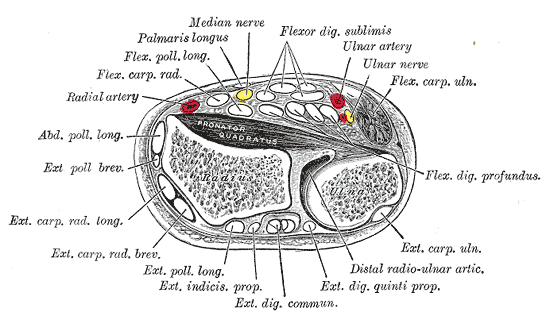
노뼈와 자뼈 만쪽 끝에서의 단면
손목과 손가락의 단면
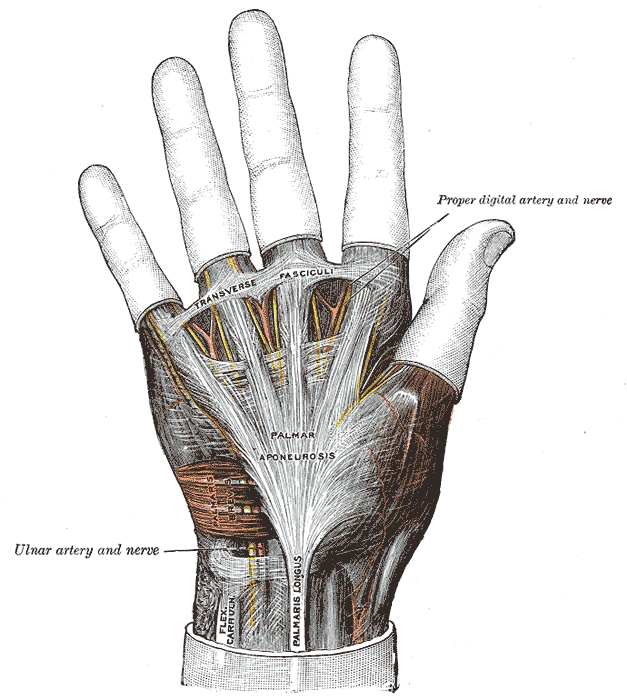
손바닥널힘줄
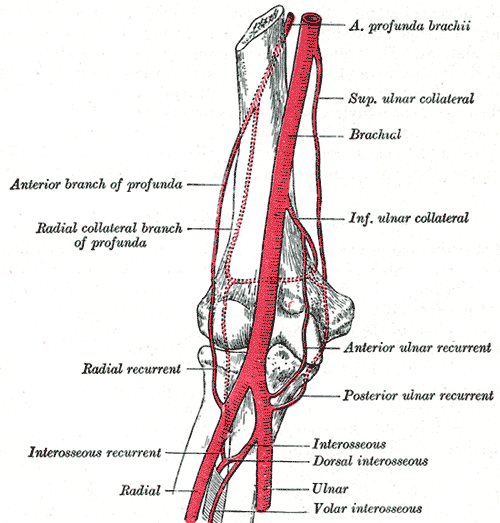
팔꿉관절 주변에서의 동맥 문합
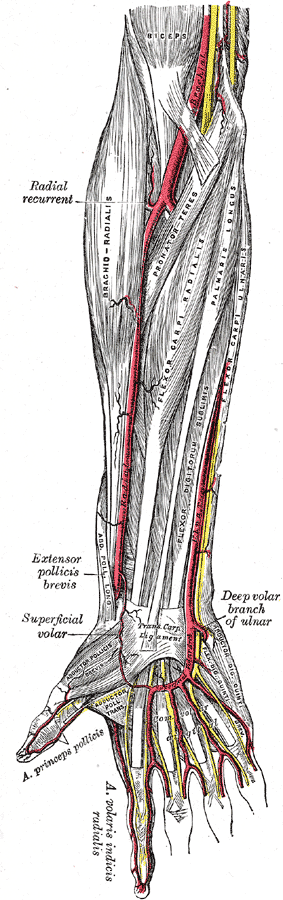
오른쪽 아래팔의 동맥. 앞에서 본 모습.
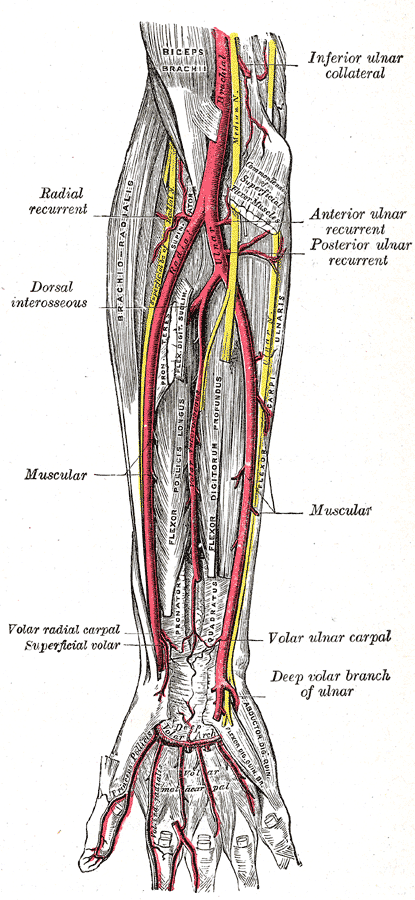
자동맥과 노동맥

## 참고 문헌
이 문서는 현재 퍼블릭 도메인에 속하는 그레이 해부학 제20판(1918) page 595의 내용을 기초로 작성된 글이 포함되어 있습니다.